# جاك لوروا دو سان آرنو
أرمان جاك لوروا دو سان أرنو (بالفرنسية: Armand-Jacques Leroy de Saint-Arnaud) (20 أغسطس 1801 - 29 سبتمبر 1854) جندي فرنسي، ومارشال فرنسا. عمل وزيراً للحربية حتى حرب القرم حين أصبح القائد العام لجيش الشرق. وكان من أكثر الضباط العسكريين الفرنسيين الملازمين لبيجو والمقربين منه.
ولد بباريس، اسمه الكامل أرنو جاك لوروا "ARNAUD Jacques le Roy"، وعُرف أيضاً بـ: أشيل لوروا لسان أرنو" Achille le Roy de Saint-Arnaud"، كان والده محامياً ثم أصبح نائباً في برلمان باريس، وبعده محافظاً للإمبراطورية سنة 1809.

## سيرته
إلتحق أرنو الابن بخدمة العسكرية ولم يكن عمره يتجاوز 16 سنة، شارك ضمن الجيش الفرنسي في اليونان. وبعد عودته اشتغل في الكثير من الحرف.
وعشية ثورة 1830 رغب أرنو في العودة إلى الجيش وهنا يقيم علاقة متميزة ومتفردة مع بيجو الذي عينه برتبة ضابط ليبقيا على اتصال خاصة بعد انتقالهما إلى الجزائر منذ سنة 1837، وازداد إعجاب بيجو بقدرات أرنو بعد نجاح حملته سنة 1841 وحصار قسنطينة. والثورة قائمة في باريس سنة 1848، تزوج أرنو من فتاة هولندية، واستطاع أن يلفت أنظار الكثيرين إليه وبخاصة لويس نابوليون الذي أعجب بطرقه الوحشية في القتال. توفي سنة 1854.

## روابط خارجية
- جاك لوروا دو سان آرنو على موقع الموسوعة البريطانية (الإنجليزية)